# クレイギーバーン山脈

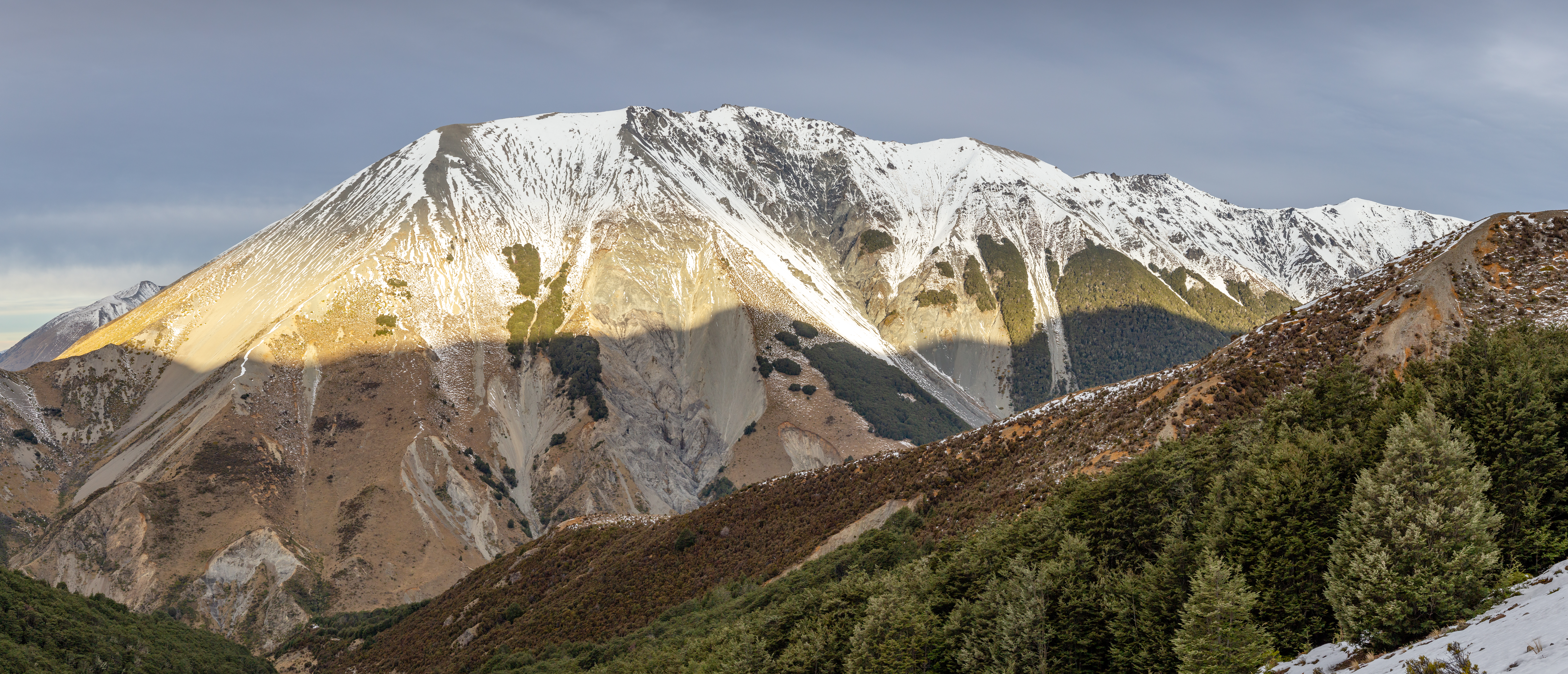
クレイギーバーン山脈のスノースライドバレーからのボールディ・ヒル

クレイギーバーン山脈（Craigieburn Range）はニュージーランド南島の南アルプス山脈の一部を形成する山脈。この山脈はワイマカリリ川の南岸、アーサーズ・パスの南、国道73号線の西に位置する。クレイギーバーンはクレイギーバーン森林公園に隣接している。
クレイギーバーン山脈にはいくつかの名付けられた峰がある（北から南）：

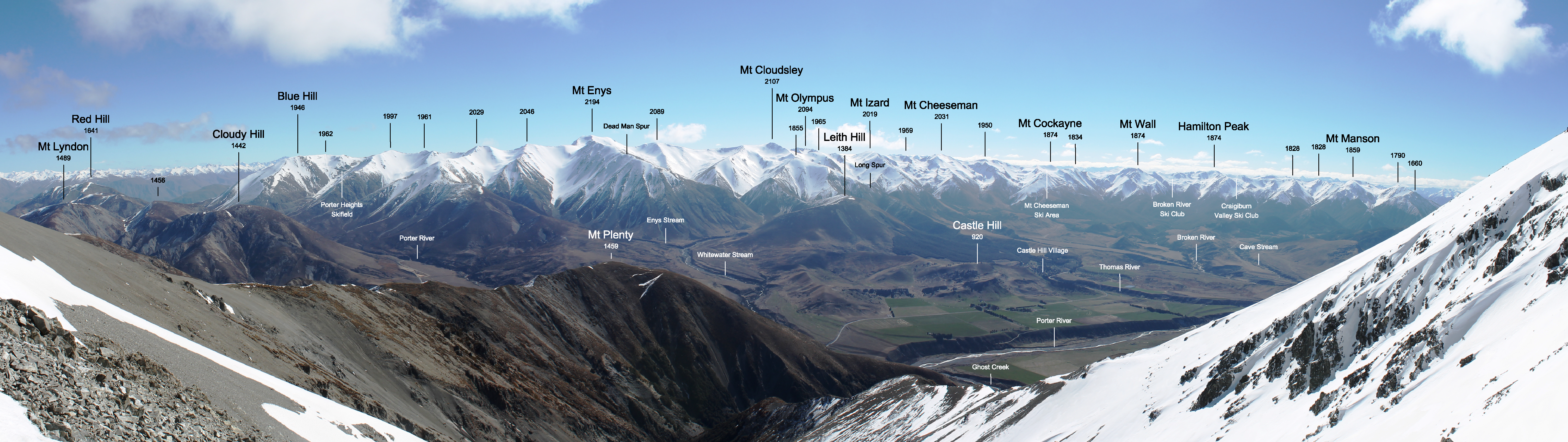
トーレス山脈のキャッスルヒル峰の下から見たクレイギーバーン山脈

| 山名             | 山名（英語）     | 標高  | 備考                                                                |
| ---------------- | ---------------- | ----- | ------------------------------------------------------------------- |
| ボールディ・ヒル | Baldy Hill       | 1834m |                                                                     |
| ハミルトン峰     | Hamilton Peak    | 1922m |                                                                     |
| ナーヴァス・ノブ | Nervous Knob     | 1820  |                                                                     |
| ウォール山       | Mount Wall       | 1874m |                                                                     |
| コケイン山       | Mount Cockayne   | 1874m |                                                                     |
| チーズマン山     | Mount Cheeseman  | 2031m |                                                                     |
| オリンパス山     | Mount Olympus    | 2094m |                                                                     |
| イザード山       | Mount Izard      | 2019m | ウィリアム・イザード（William Izard 、1851–1940）にちなむ           |
| クラウズリー山   | Mount Cloudesley | 2107m |                                                                     |
| エニス山         | Mount Enys       | 2194m |                                                                     |
| カーン・ブレア   | Carn Brea        | 2090m |                                                                     |
| ウィリス峰       | Willis Peak      | 1962m | ポール・ヘドリー・ウィリス（Paul Hedley Willis、1941–2011）にちなむ |
| ブルー・ヒル     | Blue Hill        | 1946m |                                                                     |

クレイギーバーン・バレー・スキー・エリアはハミルトン峰の東に位置している。ブロークン・リバー・スキー・エリアはナーヴァス・ノブの東、ウォール山の北に位置する。3番目のスキー場、チーズマン山はコケイン山の東で、同名の山の北に位置する。ポーターズ・スキー・エリアも山脈の南端に位置している。全てのスキー場は国道73号線からアクセスできる。4番目のスキー場、オリンパス山スキー・エリアはウィンドホイッスルからアクセスできる。